# إيرل سميث
إيرل سميث (بالإنجليزية: Earl Smith)‏ هو لاعب كرة قاعدة أمريكي، ولد في 20 يناير 1891 في أوك هيل في الولايات المتحدة، وتوفي في 13 مارس 1943 في بورتسموث في الولايات المتحدة.

## وصلات خارجية
- إيرل سميث على موقعبيزبول رفرنس.كوم (الدوري الرئيسي) (الإنجليزية)
- إيرل سميث على موقعبيزبول رفرنس.كوم (الدوري الثانوي) (الإنجليزية)